# 尼帕病毒感染
尼帕病毒感染是由尼帕病毒引起的病毒性疾病。感染者可能无症状，也可能发烧、咳嗽、头痛、呼吸急促和神志不清，一两天之内可能恶化为昏迷。有50％至75％的被感染者死亡。并发症可能包括脑部炎症和恢复后的癫痫发作。 
尼帕病毒（NiV）是亨尼巴病毒属的一种RNA病毒，通常在特定种类的果蝠之间传播。尼帕病毒既可以在人与人之间传播，也可以由其他动物传播给人，通常需要与感染源直接接触。尼帕病毒可以基于症状和实验室检测进行诊断。
病患的管理仅限于支持性护理。截至2020年，既没有针对尼帕病毒的疫苗，也没有针对性的治疗方法。预防措施包括避免接触蝙蝠和病猪，以及不喝生椰棗汁。 截至2018年5月，据估计已发生700例尼帕病毒人类感染病例，其中50％至75％的感染者死亡。 2018年5月，该病在印度喀拉拉邦爆发，造成17人死亡。
该病于1998年在马来西亚爆发，由马来亚大学医学院的研究人员首次发现。马来西亚大多数确诊患者在马来亚大学医学中心接受了诊治。尼帕病毒于1999年被分离出并得到确认。该病得名于马来西亚双溪立百新村。由于猪也可能受到感染，马来西亚当局在1999年扑杀了数百万只猪，以阻止疾病的传播，这一措施被证明是有效的。

## 症状
该病于接觸后5到14天开始出现症状。最初症状表现为发烧、头痛、嗜睡，随后迷失方向和精神错乱。早期也可能出现呼吸问题。24至48小时内可能发生昏迷。潜在并发症包括致命性的脑炎。出现呼吸困难的患者比没有呼吸系统疾病的患者更容易传播病毒；超过45岁的患者同样更容易传播。

## 风险性
感染病毒的医院工作人员和护理人员接触的风险很高。在马来西亚和新加坡，受感染猪的密切接触者会感染尼帕病毒。在孟加拉国和印度，这种疾病与饮用未加工的椰棗汁，食用蝙蝠吃过的水果，以及饮食蝙蝠居住的井中的水有关。

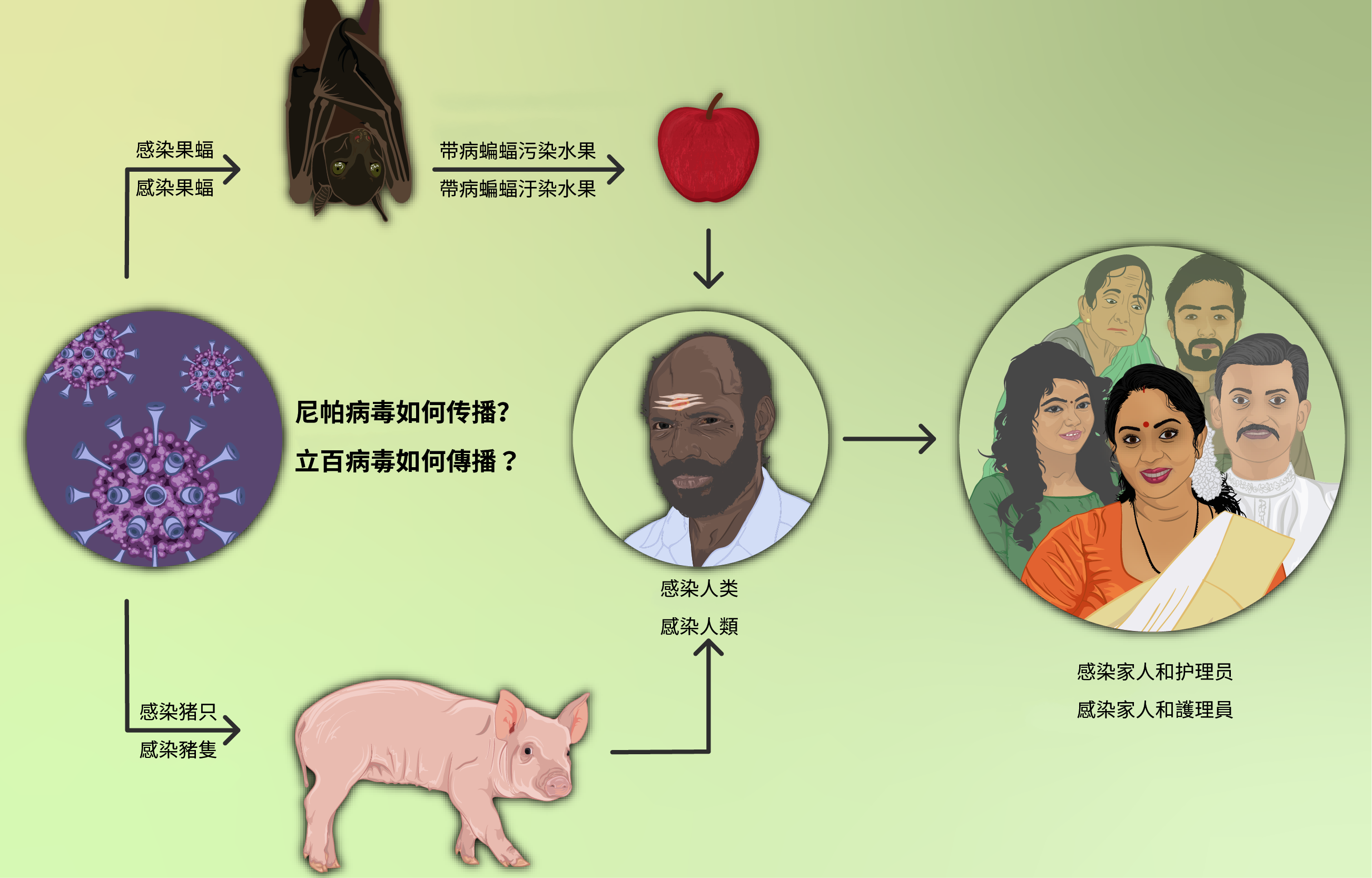
尼帕病毒如何传播
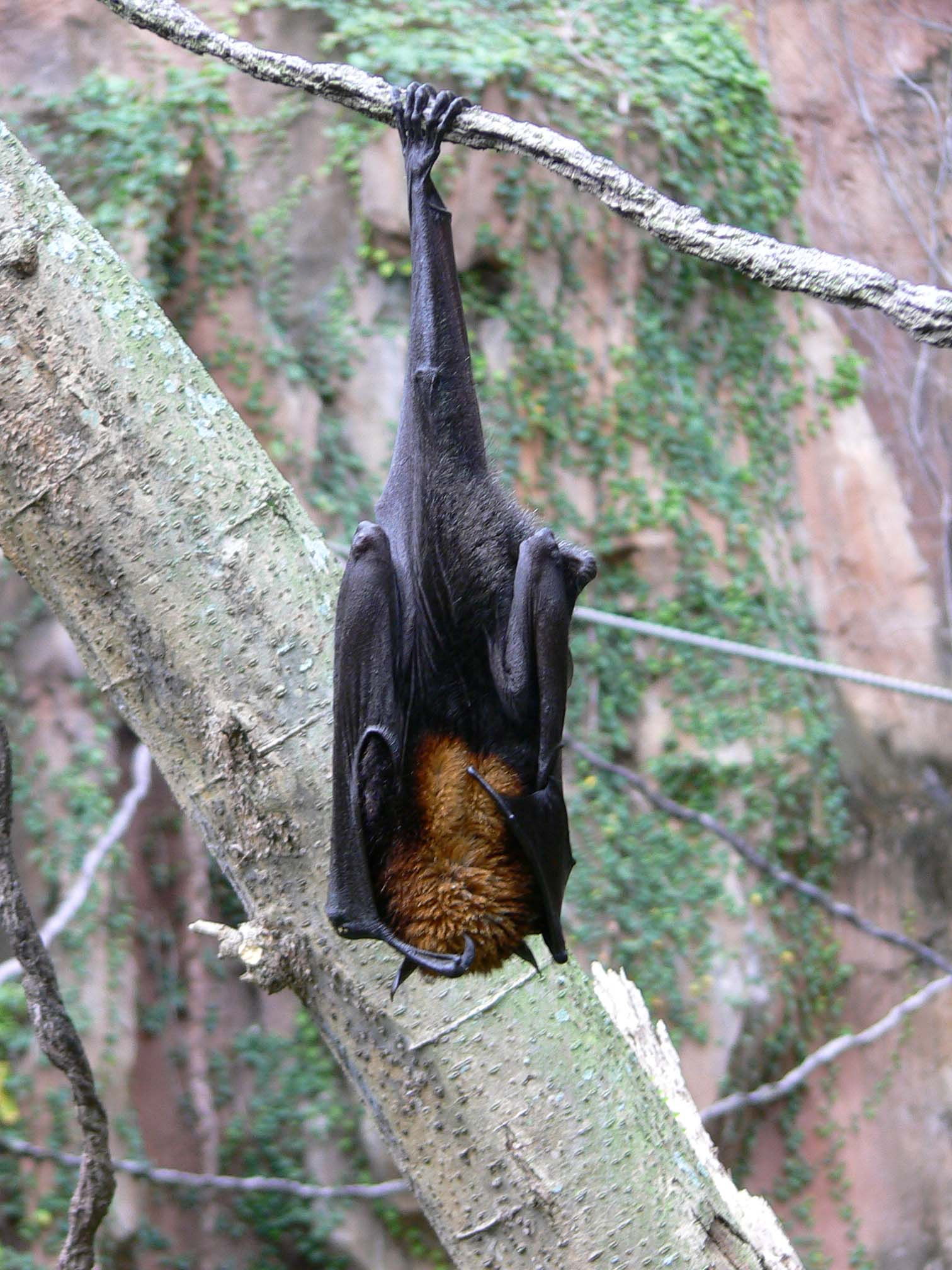
蝙蝠是尼帕病毒的天然载体

## 实验室诊断

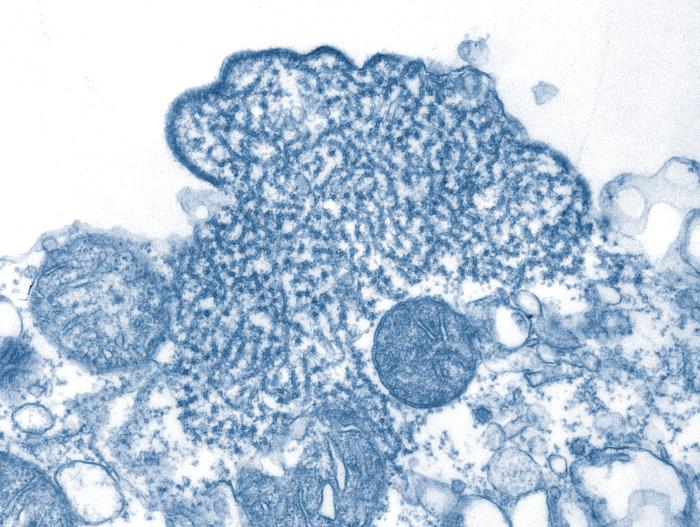
人脑脊液（CSF）大量尼帕病毒粒子透射电子显微照片（TEM）

在该病的急性期和恢复期，可以使用逆转录酶聚合酶链反应（RT-PCR）从咽拭子、脑脊液、尿液和血液中进行RNA检测。
恢复后， 利用IgG和IgM抗体检测可以确认以前感染过尼帕病毒。尸检时收集免疫組織化學染色也可以确定这种疾病。

## 治疗
截至2020年，尚无尼帕病毒感染的针对性治疗方法。治疗主要采用支持性护理。建议采用标准感染控制措施和适当的屏障护理技术，以避免人与人之间的传播。所有疑似感染尼帕病毒者都应进行隔离。虽然有初步证据支持利巴韦林的使用，但该药物尚未就该病患者进行研究。有动物模型研究表明特异性抗体具有潜在益处。阿昔洛韦、法匹拉韦和瑞德西韦已被评估为潜在抗尼帕病毒药物。

## 爆发

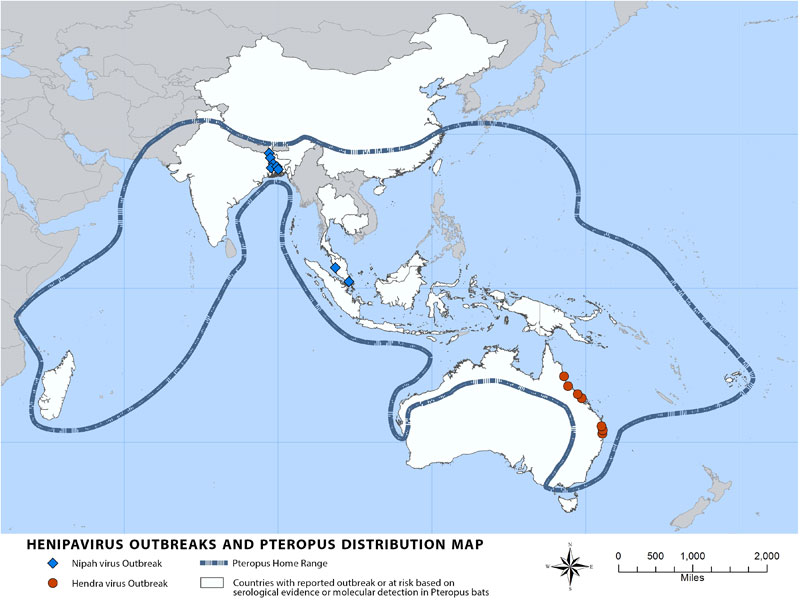
图示尼帕病毒和亨德拉病毒爆发地点，以及果蝠分布范围（截至2014年）

马来西亚、新加坡、孟加拉国和印度都报告过尼帕病毒的爆发。孟加拉国录得尼帕病毒的最高死亡率， 爆发时间通常在冬天。尼帕病毒最早于1998年在马来西亚半岛的猪和养猪户中发现。至1999年年中，马来西亚已报告265例人类脑炎病例，其中105例死亡；新加坡报告11例脑炎或呼吸系统疾病病例，其中1例死亡。2001年，孟加拉国梅黑尔布尔县和印度西里古里报告尼帕病毒。2003、2004和2005年，孟加拉国瑙冈县、马尼格甘杰县、拉杰巴里县、福里德布尔县和坦盖尔县再次爆发尼帕病毒。随后几年，孟加拉国又有疫情爆发。
- 1998年9月至1999年5月：马来西亚霹雳州、森美兰州和雪兰莪州，三个州共报告了265例由该病毒引起的急性脑炎，其中105例死亡。[33]马来西亚卫生部起初以为日本脑炎是感染原因，这一观点阻碍了防止尼帕病毒传播的有效措施的部署。[34]
- 2001年1月31日至2月23日：印度锡利古里，66例，死亡率74％。[35]75％的患者是医院工作人员或曾探望过医院里的病人，表明这种病可以人传人。
- 2001年4月至5月：孟加拉国梅黑尔布尔县，13例，9人死亡（死亡率69％）。 [36]
- 2003年1月：孟加拉国瑙冈县，12例，8人死亡（死亡率67％）。 [36]
- 2004年1月至2月：孟加拉国馬尼格甘傑縣和拉杰巴里县，42例，14人死亡（死亡率33％）。
- 2004年2月19日至4月16日：孟加拉国福里德布尔县，36例，27人死亡（死亡率75％）。92％的病例曾与至少一名感染者密切接触。有两例仅与一名感染者短暂接触，其中一例人力车司机把病人送到医院便感染。此外，至少有6例表现出急性呼吸窘迫综合征，以前的尼帕病毒人类感染者中从未报道过这种现象。
- 2005年1月：孟加拉国坦盖尔县，12例，11人死亡（死亡率92％）。可能由于饮用被果蝠粪便或唾液污染的椰枣汁而感染。[37]
- 2007年2月至5月：印度訥迪亞，多达50例疑似病例，3至5人死亡。爆发地点与孟加拉国库什蒂亚县接壤，该地2007年3月至4月期间发生8例尼帕病毒性脑炎，其中5人死亡。在此之前，孟加拉国塔古尔冈县曾于1月和2月爆发疫情，造成7人感染，3人死亡。 [38]这三场爆发均显示出人与人之间的传播。
- 2008年2月至3月：孟加拉国馬尼格甘傑縣和拉杰巴里县，9例，8人死亡。 [39]
- 2010年1月：孟加拉国福里德布爾縣彭格哈街道，8例，7人死亡。3月，福里德布爾医学院附属医院一名照料确诊病例的医生死亡。 [40]
- 2011年2月：孟加拉国拉爾莫尼哈德縣哈蒂班达乌帕齐拉爆发尼帕病毒。据记录，2011年2月4日，有21名学童因尼帕病毒感染死亡。國際國家公共衛生研究所協會（IEDCR）证实感染是由于尼帕病毒引起的。[41]当地学校被关闭一周，以防止病毒传播。当局还要求人们避免食用生水果和水果制品。此类被带病果蝠尿液或唾液污染的食物最有可能是这种疾病爆发的来源。[42]
- 2018年5月：印度喀拉拉邦科泽科德附近有17人死于尼帕病毒[43]。利巴韦林等抗病毒药投入治疗。[44][45]
- 2019年6月：一名23岁的学生在喀拉拉邦科契市因尼帕病毒感染被送进医院。[46]喀拉拉邦卫生部长K·K·莎伊拉贾表示，正在观察与该患者最近有过接触的86人，其中有2名治疗发烧和咽喉痛病人的护士。中央政府和州政府对情况进行监控，采取预防措施控制病毒传播。[47][46]喀拉拉邦卫生部门对338人进行监视，其中17人处于隔离状态。这名23岁的学生在一家私立医院接受了54天的治疗后出院。7月23日，喀拉拉邦政府宣布厄納庫蘭姆住宅區疫情结束。[48]
- 2023年9月13日，印度卫生部长表示，喀拉拉邦报告两例尼帕病毒死亡病例，该邦关闭了学校并对数百人进行了检测。[49]